# 한국로슈
한국로슈(영어: Roche Korea)는 스위스의 다국적 제약 기업이다. 호프만 라 로슈의 한국 법인은 서울 서초구에 위치 하였음.

## 역사
- 1983년 외국인 합자 투자인가(재무부)
- 1983년 대한민국의 제약회사인 종근당과 합작회사로 ㈜한국로슈 설립
- 1990년 ㈜한국로슈진단 설립
- 2004년 일반의약품 사업부문을 바이엘코리아㈜에 일괄매각

## 같이 보기
- 종근당
- 한미약품